# Otto von Hake
Otto Freiherr von Hake (* 6. Oktober 1833 in Grohnde; † 19. September 1891) war ein deutscher Rittergutsbesitzer, Offizier und Politiker als Mitglied des Deutschen Reichstags.

## Leben

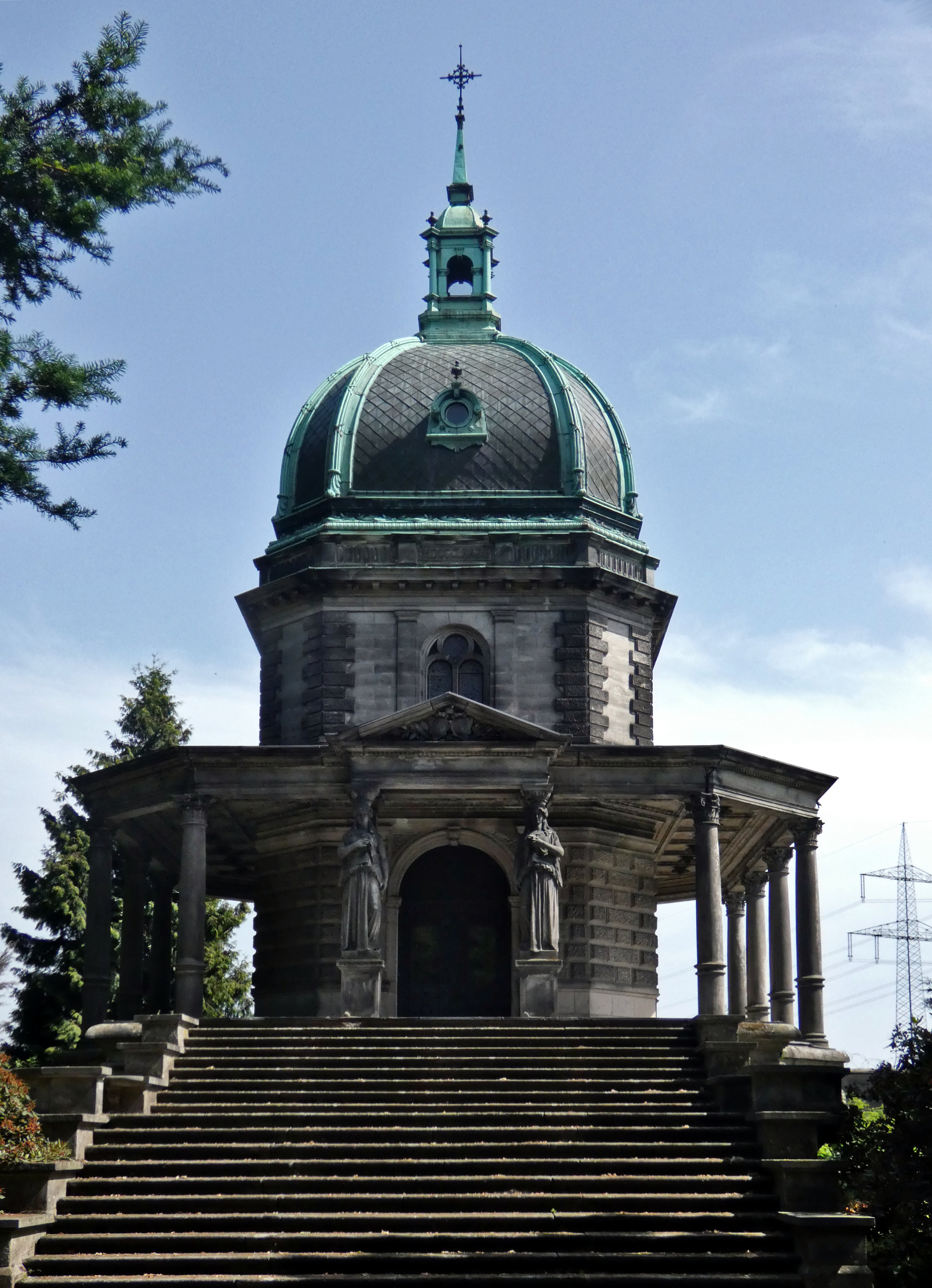
Vom Otto von Hake erbautes Mausoleum in Hasperde

Seine Eltern waren Georg Ernst Adolf von Hake (1786–1865) und dessen Ehefrau Louise Caroline Amalie Victorine von Reden (* 7. Januar 1799; † 22. März 1880).
Hake wurde im Kadettenhaus erzogen und war 17 Jahre Soldat in Österreich. 
Er heiratete am 29. Mai 1866 Maria Theresia Aloysia von Brentano (* 23. Juli 1846; † 1915). Das Paar hatte mehrere Kinder:
- Maria Gertrude (1866–1866)
- Otto Friedrich Adolf Karl Hermann (* 25. September 1882 in Hasperde; † 1950),[1] königlich bayrischer Leutnant
- Irma Therese Frederike Thekla (* 28. September 1883 in Hasperde; † 12. März 1967) ⚭ 1908 Sigmund Maria Graf Adelmann von Adelmannsfelden
- Ernst Friedrich Adolf Wilhelm (* 5. Februar 1885 in Hasperde)
- Hans Hugo Hilmar Renatus Maria (* 10. Oktober 1886 in Hasperde; † 10. November 1945) ⚭ 18. September 1924 Mathilde Reichgräfin von und zu Hoensbroech aus Schloss Kellenberg (* 16. Januar 1892; † 26. Dezember 1947),[2] Herr auf Gut Buchhagen

Otto Freiherr von Hake kämpfte im Deutschen Krieg von 1866, ging 1867 als Major ab und widmete sich seit dieser Zeit der Landwirtschaft auf seinem Gut Hasperde, wo er ab 1881 ein Mausoleum erbauen und ab 1883 durch den hannoverschen Architekten August Lingemann das Herrenhaus im historisierenden Stil umbauen ließ.
Von 1890 bis zu seinem Tode war er Mitglied des Deutschen Reichstags für den Wahlkreis Provinz Hannover 10 (Hildesheim, Marienburg, Alfeld (Leine), Gronau) und die Deutsch-Hannoversche Partei.